# Cilento

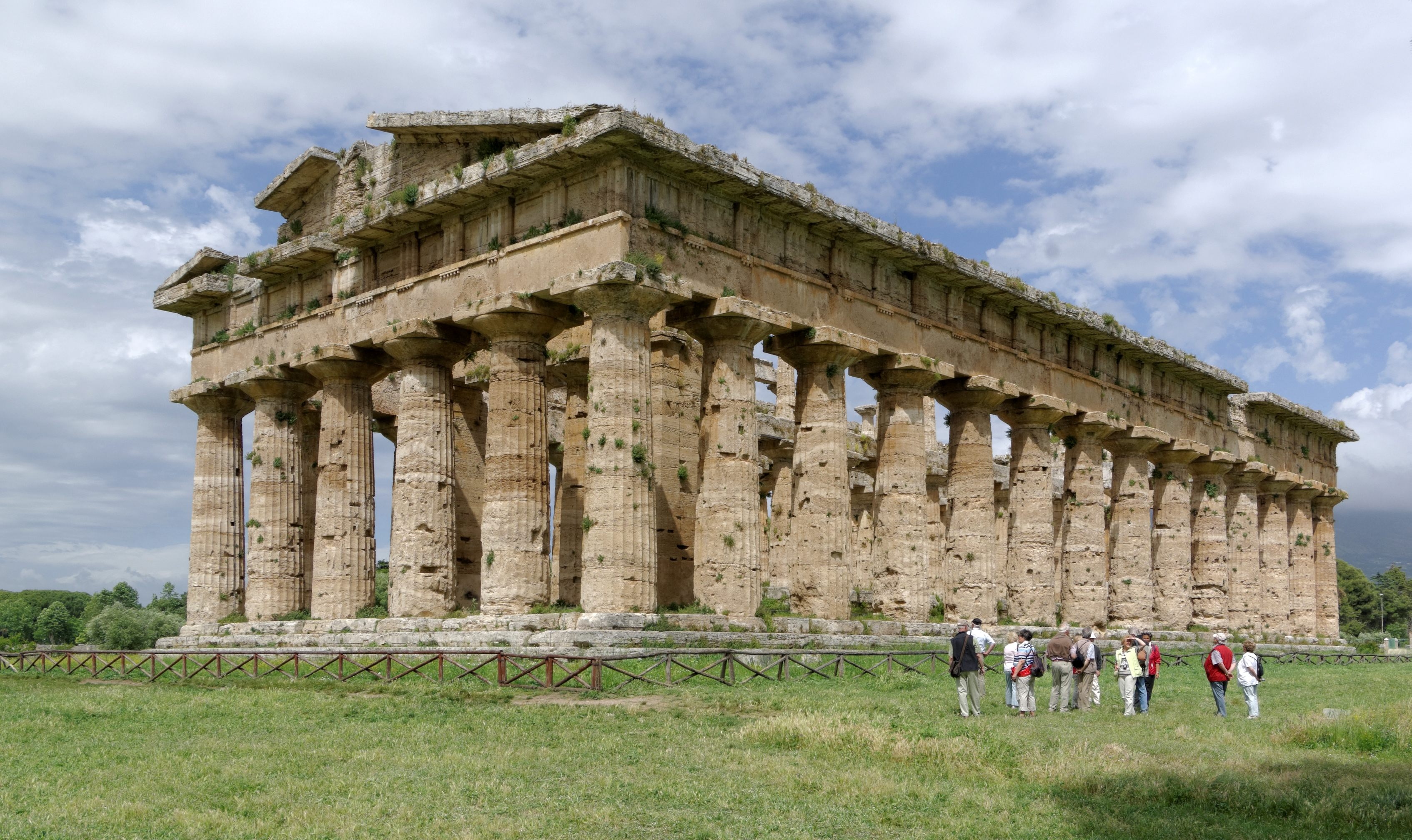
tempel van Poseidon (Paestum)

Cilento is een streek in de Italiaanse regio Campania, provincie Salerno in het zuiden van Italië.
Cilento was onderdeel van het oude Lucania, en ook de taal is beïnvloed door Lucanianen. In het noorden van Cilento is het dialect meer beïnvloed door de Napolitaanse taal, in het zuiden lijkt het dialect veel op Siciliaans.
In 1991 werd een groot deel van het gebied (Nationaal Park Cilento e Vallo di Diano) tot nationaal park verklaard. Dit natuurgebied werd in 1998 op de UNESCO-lijst van werelderfgoederen toegevoegd.

## Bezienswaardigheden
- Paestum
- Kust van Cilentana
- Nationaal park Cilento e Vallo di Diano

- Virtual International Authority File: 248549489